# Aningeria pierrei
Aningeria pierrei là một loài thực vật thuộc họ Hồng xiêm. Đây là một loại cây có nguồn gốc từ các khu rừng nhiệt đới ở phía tây và tây-trung châu Phi, từ Guiné-Bissau đến phía tây Cộng hòa Trung Phi.
Aningeria pierrei là một loài cây lớn, rụng lá, cao tới 40 mét và có thân cây có đường kính lên tới 150 cm. Ở Ghana, chúng phát triển trong những khu rừng mưa bán rụng lá. Ở Côte d'Ivoire và Cameroon, chúng phát triển nhiều nhất ở những khu vực chuyển tiếp giữa rừng bán rụng lá và rừng thường xanh ẩm.